# Planá u Mariánských Lázní
Planá u Mariánských Lázní – stacja kolejowa w Planá, w kraju pilzneńskim, w Czechach. Położona jest na wysokości 490 m n.p.m.
Na stacji istnieje możliwość zakupu biletów na wszystkiego rodzaju pociągi oraz rezerwacji miejsc. 

## Linie kolejowe
- 170 Beroun - Plzeň - Cheb
- 184 Domažlice - Planá u Mariánských Lázní